# University of North Carolina at Greensboro

Logo

Die University of North Carolina at Greensboro (UNCG) ist eine staatliche Universität in Greensboro im US-Bundesstaat North Carolina. Die Hochschule wurde 1891 ursprünglich als Bildungsstätte für Frauen gegründet, wurde in den 1930er-Jahren zu einer Frauenuniversität und blieb dies bis 1963. Noch heute sind etwa zwei Drittel der Studenten weiblich. Derzeit sind 16.060 Studenten eingeschrieben.
Die Universität ist Teil der staatlichen University of North Carolina und ist besonders bekannt für ihre Forschung und Lehre im Bereich Pflege und Pädagogik.

## Fakultäten
- Gesundheit und Humanwissenschaften (School of Health and Human Sciences)
- Künste und Wissenschaften (College of Arts and Sciences)
- Musik, Theater und Tanz (School of Music, Theatre and Dance)
- Pädagogik (School of Education)
- Pflege (School of Nursing)
- Wirtschaftswissenschaften (Bryan School of Business & Economics)
- Nanowissenschaften (Joint School of Nanoscience & Nanoengineering)
- Lloyd International Honors College
- Graduiertenkolleg (Graduate School)

## Studenten
nach Ethnien gegliedert:
- Weiße 69,9 % im Undergraduate-Bereich / 75,7 % im Graduate-Bereich
- Afroamerikaner 19,8 % Undergraduate / 13,0 % Graduate
- Asiaten 3,3 % Undergraduate / 5,3 % Graduate
- Hispanics 2,2 % Undergraduate / 1,6 % Graduate
- Amerikanische Ureinwohner 0,4 % Undergraduate / 0,4 % Graduate

## Sport
Die Sportteams der UNC Greensboro sind die Spartans. Die Hochschule ist Mitglied in der Southern Conference. Hauptsportart an der UNCG ist Fußball.

## Bekannte Absolventen und Alumni
- Paul Chelimo (* 1990) – 2016 Olympia-Silbermedaille über 5000 Meter in der Leichtathletik
- Ricky Hickman (* 1985) – professioneller Basketballspieler in Israel für Maccabi Tel Aviv
- Virginia Tucker (1909–1985) – Mathematikerin und eine der ersten menschlichen Computer bei der NACA